# Сунаи (Копыльский район)
Сунаи (бел. Сунаі́) — деревня в Копыльском районе Минской области Беларуси. В составе Грозовского сельсовета.

## География
Пролегает дорога Р-91.
Ближайшие населённые пункты Кисели, Комсомольская, Подлужье, Пуково, Трухановичи и др.

## История
С 1908 года в Пуковской волости Слуцкого уезда Минской губернии Российской империи.
До 16 января 1969 года деревня входила в состав Грозовского сельсовета, до 28 мая 2013 года — в состав Комсомольского сельсовета.

## Население

### Численность
- 2019 год — 123 жителей

### Динамика
- 1908 год — 404 жителей, 75 дворов[2]
- 1999 год — 214 жителей (перепись населения)
- 2009 год — 137 жителей (перепись населения)[2]
- 2019 год — 123 жителей (перепись населения)

## Улицы
- Заречная
- Луговая
- Машерова
- Франциска Скорины

## Достопримечательность
- Фрагменты усадебно-паркового комплекса «Пуково» (середина XIX века) —  Историко-культурная ценность Республики Беларусь, шифр 613Г000178.
  - Фрагменты сада
  - Фрагменты усадебного дома
  - Фрагменты паркового павильона
  - Здания хозяйственного двора